# جنادب الأطواق المجنحة
جنادب الأطواق المجنحة أو النطاقات المجنحة أو تحت فصيلة أوديبوديني (الاسم العلمي: Oedipodinae)، هي فُصيلة حشرات من رتبة مستقيمات الأجنحة وتنتمي إلى الفصيلة الجرادية.